# Пейдж, Эллиот
Э́ллиот Пейдж (англ. Elliot Page, в прошлом Э́ллен Грейс Фи́лпоттс-Пейдж, англ. Ellen Grace Philpotts-Page; род. 21 февраля 1987, Галифакс, Новая Шотландия, Канада) — канадский актёр, режиссёр и продюсер. 
Наиболее известные роли — в фильмах «Джуно», «Начало» и двух частях франшизы «Люди Икс», а также в сериале «Академия Амбрелла». За первый фильм имеет номинации на премии «Оскар», BAFTA, «Золотой глобус» и Гильдии киноактёров США. Участие в создании игры Beyond: Two Souls также принесло Пейдж известность в среде геймеров.
В марте 2021 года Пейдж стал первым транс-мужчиной на обложке журнала Time.

## Биография
Эллен Пейдж родилась и выросла в Галифаксе, Новая Шотландия, Канада, в семье Марты Филпоттс, учительницы, и Денниса Пейджа, графического дизайнера. До 10 класса она училась в школе грамоты Галифакса (англ. Halifax Grammar School), позже некоторое время посещала старшую школу Королевы Елизаветы (англ. Queen Elizabeth High School), и в 2005 году окончила школу Шамбалы (англ. Shambhala School). Она провела два года в Торонто, Онтарио, учась в Академии Воган-роуд (англ. Vaughan Road Academy) вместе со своим другом, актёром Марком Рендаллом.
Пейдж начала свою карьеру с участия в многочисленных школьных постановках в возрасте 4 лет. Она впервые снялась на камеру в 1997 году в возрасте 10 лет, когда сыграла роль Мэгги Маклин в телефильме корпорации Си-би-си «Пит Пони», который позднее получил продолжение в качестве полноценного сериала. Пейдж получила номинации на премии «Молодой актёр» и «Джемини». Затем она снималась в многочисленных короткометражных фильмах и телесериалах на канадском телевидении, причём в этот период её актёрской деятельности критики особенно выделяют её роль Трины Лейхи во втором сезоне «Парней из Трейлерпарка». В 16 лет Пейдж впервые снялась в европейской картине — «Лицом к лицу».
Пейдж исполнила главную роль в триллере «Леденец», премьера которого состоялась на кинофестивале «Сандэнс» в 2005 году, где выступает в роли девочки Хейли, поймавшую в плен человека, которого считает педофилом. За эту роль она была награждена премией Остинского кинематографического общества (англ. Austin Film Critics Association) в номинации «Лучшая актриса» и получила несколько других номинаций.
В 2006 году Пейдж снималась в нескольких картинах. В частности, она исполнила роль Китти Прайд, девушки, которая может проходить сквозь стены, в фантастическом фильме «Люди Икс: Последняя битва». Следует подчеркнуть, что в предыдущих частях франшизы роль этого персонажа в качестве камео доставалась нескольким актрисам, но никогда не отводилась в качестве основной. В 2014 году Эллен Пейдж вернулась к роли Китти Прайд в фильме «Люди Икс: Дни минувшего будущего».

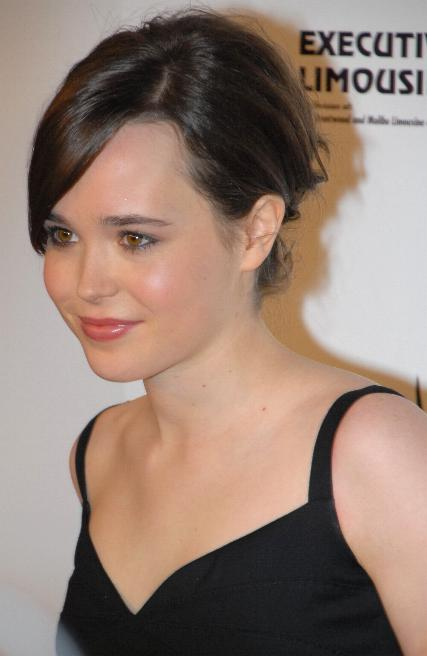
Пейдж в 2007 году

Наибольшую славу Эллен Пейдж принесла роль в фильме «Джуно», за которую она получила одобрительные отзывы со стороны кинокритиков. В частности, критик Энтони Скотт из The New York Times назвал её «пугающе талантливой», а кинокритик Роджер Эберт в рецензии Chicago-Sun Times написал следующее: «Было ли лучшее исполнение роли в этом году, чем роль Эллен Пейдж в Джуно? Я думаю, что нет». За эту роль Пейдж была номинирована на «Оскар», но проиграла Марион Котийяр с её работой «Жизнь в розовом цвете». Эта роль принесла ей несколько других наград, в том числе «Золотой глобус», «Независимый дух» и премию «Спутник».
Пейдж также снялась в «Умниках», премьера которых состоялась в 2008 году на кинофестивале «Сандэнс». Несмотря на то, что данный показ состоялся после показа «Джуно», фильм был снят раньше. К неназванным ранее работам с участием актрисы относятся криминальная драма «Американское преступление», в которой она исполнила роль Сильвии Лайкенс (премьера состоялась в январе 2007 года на фестивале «Сандэнс», релиз на DVD — в 2008 году), и драматический фильм Кусочки Трэйси, выпущенный в прокат в Канаде в ноябре 2007 года, а в США в мае 2008 года.
В 2007 году она была утверждена на главную роль в киноадаптации произведения Шарлотты Бронте «Джейн Эйр» и планировала сыграть роль в пока ещё неснятом фильме «Джек и Диана» наряду с Оливией Тирлби, с которой она работала на съёмочной площадке фильма «Джуно», но в августе 2009 года было объявлено, что её роль в этом фильме будет играть актриса Элисон Пилл. Незадолго до своей смерти в январе 2008 года Хит Леджер обсуждал с Пейдж её возможное участие в его дебютной работе в качестве режиссёра «Гамбит королевы».
Пейдж приняла участие в программе «Saturday Night Live» 1 марта 2008 года, а 3 мая 2009 года была приглашённой звездой в эпизоде «Waverly Hills 9-0-2-1-D’oh» мультсериала «Симпсоны», в котором озвучивала персонажа по имени Аляска Небраска, являющегося пародией на «Ханну Монтану». Она также снялась в режиссёрском дебюте Дрю Бэрримор «Катись!» наряду с Джульетт Льюис, Маршей Гей Харден, Дрю Бэрримор и Кристен Уиг. Премьера фильма состоялась в 2009 году на Международном кинофестивале в Торонто. В широкий кинопрокат фильм вышел 2 октября 2009 года.
Она исполнила заметную роль в фильме Майкла Ландера «Пикок», выпущенном на год позже запланированной даты изначального релиза, наряду с такими актёрами, как Киллиан Мерфи, Сьюзан Сарандон, Билл Пуллман и Джош Лукас. В августе 2009 года Пейдж начала сниматься в фантастическом триллере Кристофера Нолана «Начало» вместе с Леонардо ДиКаприо, Томом Харди, Марион Котийяр, Джозефом Гордон-Левиттом и Кэном Ватанабэ. Фильм был выпущен 16 июля 2010 года.
В 2010 году она снялась в фильме «Супер» и получила роль Стейси Андрее в фильме о Лорел Хестер. С того же года Пейдж выступает в качестве представителя компании Cisco в серии рекламных объявлений в Луненберге, Новая Шотландия.
26 мая 2010 года стало известно, что Пейдж появится в новом сериале телеканала HBO «Тильда» вместе с Дайан Китон, которая исполнит главную роль. В основу сериала положена жизнь Никки Финке, основательницы вебсайта Deadline Hollywood. В документальном фильме «Исчезновение пчёл», посвящённом коллапсу пчелиных семей, она исполнила роль рассказчика.
В апреле 2011 года было объявлено, что Пейдж сыграет одну из ролей в фильме Вуди Аллена «Римские приключения» вместе с такими актёрами, как Джесси Айзенберг, Пенелопа Крус и Алек Болдуин. В январе 2012 года компания Quantic Dream анонсировала видеоигру Beyond: Two Souls, в которой Пейдж стала прототипом главной героини Джоди Холмс.

## Личная жизнь
В 2008 году Пейдж была одной из тридцати знаменитостей, которые приняли участие в Кампании США для Бирмы, призывавшей положить конец военной диктатуре в Мьянме. Она называла себя прочойс-феминисткой. Пейдж также заявляла о своём веганстве и атеизме.

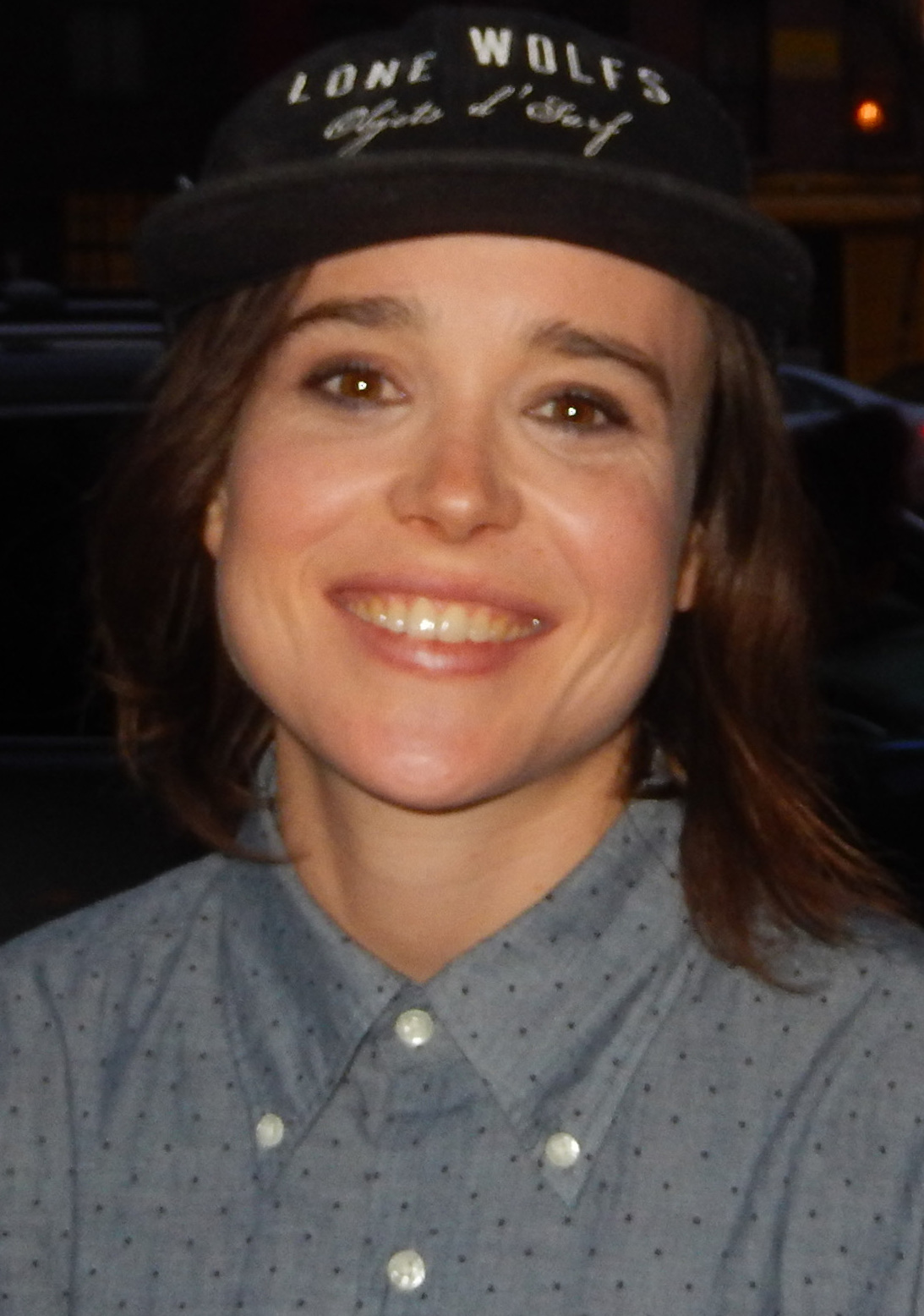
Пейдж в 2015 году

14 февраля 2014 года, выступая с речью на конференции ЛГБТ-организации «Кампания за права человека», Пейдж публично рассказала о своей гомосексуальности. Позднее актриса рассказала, что не стала совершать каминг-аут раньше, потому что «в нулевых и начале десятых Голливуд бы ее не понял». В одном из интервью Пейдж заявила, что «дискутировать на тему легализации однополых браков — всё равно, что дискутировать, расист Дональд Трамп или нет. Здесь не может быть второго мнения». Также Пейдж жестко критиковала вице-президента США Майка Пенса, в частности, за поддержку им репаративной терапии.
В январе 2018 года Пейдж вступила в брак с танцовщицей и учительницей Эммой Портнер. Летом 2020 года пара прекратила отношения, а в январе 2021 года официально развелась.
В течение нескольких лет актриса страдала от гендерной дисфории. К моменту премьеры фильма «Начало» в 2010 году у неё была депрессия и случались приступы панических атак. По воспоминаниям Пейдж, она, пересиливая себя, «ходила в платьях и на каблуках практически на каждое мероприятие», постоянно находясь в центре внимания СМИ. Со временем актриса сделала мужской гардероб одним из условий своего участия в новых проектах, также используя его на публичных мероприятиях, однако всё равно продолжала испытывать психологический дискомфорт. В течение 2020 года на фоне самоизоляции во время пандемии COVID-19 и расставания с Эммой Портнер состояние Пейдж обострилось.
1 декабря 2020 года Пейдж в своём аккаунте в Инстаграме совершила каминг-аут как транс-мужчина под именем Эллиот. Это заявление вызвало значительный резонанс в СМИ и социальных сетях. По оценке журнала Dazed, Эллиот Пейдж является наиболее известным транс-мужчиной в современном мире, и в этом смысле его каминг-аут оказывает значительное влияние на положение трансгендерных людей. В марте 2021 года Эллиот Пейдж стал первым трансгендерным мужчиной на обложке журнала Time. В интервью Time он сообщил о проведённой им мастэктомии и заявил, что удаление груди полностью изменило его жизнь, так как он впервые почувствовал себя комфортно в собственном теле.

## Фильмография
| Год       |     | Русское название                 | Оригинальное название                     | Роль                            |
| --------- | --- | -------------------------------- | ----------------------------------------- | ------------------------------- |
| 1997      | тф  | Пит Пони                         | Pit Pony                                  | Мэгги Маклин                    |
| 1999—2000 | с   | Пит Пони                         | Pit Pony                                  | Мэгги Маклин                    |
| 2001—2002 | с   | Парни из Трейлер Парка           | Trailer Park Boys                         | Трина Лейхи                     |
| 2002      | с   | Ридо Холл                        | Rideau Hall                               | Элен                            |
| 2002      | ф   | Мост Марион                      | Marion Bridge                             | Джоани                          |
| 2002      | кор | Дождливый сезон                  | The Wet Season                            | Джоселин                        |
| 2003      | ф   | Трогай и иди                     | Touch & Go                                | Триш                            |
| 2003      | тф  | Гарвардский бомж                 | Homeless to Harvard: The Liz Murray Story | Молодая Лиза                    |
| 2003      | тф  | На грани краха                   | Going for Broke                           | Дженнифер                       |
| 2003      | ф   | Люби этого парня                 | Love That Boy                             | Сюзанна                         |
| 2004      | тф  | Моё виртуальное привидение       | I Downloaded a Ghost                      | Стелла Блэкстоун                |
| 2004      | ф   | Вилби Великолепный               | Wilby Wonderful                           | Эмили Андерсон                  |
| 2004      | тф  | Кошка-привидение                 | Mrs. Ashboro’s Cat                        | Натали Мерритт                  |
| 2004      | с   | Регенезис                        | ReGenesis                                 | Лилит Сандстрём                 |
| 2004      | ф   | Лицом к лицу                     | Mouth to Mouth                            | Шерри                           |
| 2005      | ф   | Леденец                          | Hard Candy                                | Хейли Старк                     |
| 2006      | ф   | Люди Икс: Последняя битва        | X-Men: The Last Stand                     | Китти Прайд                     |
| 2007      | тф  | Американское преступление        | An American Crime                         | Сильвия Лайкенс                 |
| 2007      | ф   | Кусочки Трэйси                   | The Tracey Fragments                      | Трейси Берковиц                 |
| 2007      | ф   | Джуно                            | Juno                                      | Джуно Макгафф                   |
| 2007      | ф   | Каменный ангел                   | The Stone Angel                           | Арлин                           |
| 2008      | ф   | Умники                           | Smart People                              | Ванесса Уэзерхолд               |
| 2009      | мс  | Симпсоны                         | The Simpsons                              | Аляска Небраска                 |
| 2009      | ф   | Катись!                          | Whip It                                   | Блисс Кэвендер                  |
| 2009      | ф   | Исчезновение пчёл                | Vanishing of the Bees                     | рассказчик                      |
| 2009      | мс  | Гленн Мартин                     | Glenn Martin, DDS                         | Робот-помощник                  |
| 2010      | ф   | Пикок                            | Peacock                                   | Мэгги                           |
| 2010      | ф   | Начало                           | Inception                                 | Ариадна                         |
| 2010      | ф   | Супер                            | Super                                     | Либби / Болти                   |
| 2011      | с   | Тильда                           | Tilda                                     | Кэролин                         |
| 2012      | ф   | Римские приключения              | To Rome with Love                         | Моника                          |
| 2012      | мс  | Гриффины                         | Family Guy                                | Линдси                          |
| 2013      | ф   | Группировка «Восток»             | The East                                  | Иззи                            |
| 2013      | ф   | Трогательное чувство             | Touchy Feely                              | Дженни                          |
| 2013      | ки  | За гранью: Две души              | Beyond: Two Souls                         | Джоди Холмс                     |
| 2014      | ф   | Люди Икс: Дни минувшего будущего | X-Men: Days of Future Past                | Китти Прайд                     |
| 2014      | кор | Крошечные детективы              | Tiny Detectives                           | детектив Эллен                  |
| 2015      | ф   | В изоляции                       | Into the Forest                           | Нелл                            |
| 2015      | ф   | Всё, что у меня есть             | Freeheld                                  | Стэйси Андрее                   |
| 2016      | ф   | Таллула                          | Tallulah                                  | Таллула                         |
| 2016—2017 | с   | Гей-каникулы                     | Gaycation                                 | ведущая                         |
| 2016      | мф  | Жизнь Кабачка                    | Ma vie de Courgette                       | Рози                            |
| 2016      | мф  | Окна лошади                      | Window Horses                             | Келли                           |
| 2017      | ф   | Мои дни с Мёрси                  | My Days of Mercy                          | Люси                            |
| 2017      | ф   | Третья волна зомби               | The Cured                                 | Эбби                            |
| 2017      | ф   | Коматозники                      | Flatliners                                | Кортни                          |
| 2019—2024 | с   | Академия Амбрелла                | The Umbrella Academy                      | Ваня Харгривз / Виктор Харгривз |
| 2019      | с   | Городские истории                | Tales of the City                         | Шона                            |
| 2019      | док |                                  | There’s Something in the Water            |                                 |
| 2023      | ф   |                                  | Close to You                              | Сэм                             |
| 2024      | мс  |                                  | Ark: the Animated Series                  | Виктория Уокер                  |
| 2026      | ф   | Одиссея                          | The Odyssey                               |                                 |
|           | мф  |                                  | Naya Legend of the Golden Dolphins        | Dusky                           |
|           | мф  | Робопёс                          | Robodog                                   | Иззи                            |

## Награды и номинации
Полный список наград и номинаций на сайте IMDb.
| Год  | Награда                                                         | Категория                                                                           | Работа             | Результат |
| ---- | --------------------------------------------------------------- | ----------------------------------------------------------------------------------- | ------------------ | --------- |
| 1998 | Gemini Award                                                    | «Лучшая роль в программе или сериале для детей и/или молодёжи»                      | Пит Пони           | Номинация |
| 1998 | Премия «Молодой актёр»                                          | «Лучшая женская роль»                                                               | Пит Пони           | Номинация |
| 2002 | ACTRA Maritimes Award                                           | «Выдающаяся актриса»                                                                | Мост Марион        | Победа    |
| 2003 | Gemini Award                                                    | «Лучшая роль в программе или сериале для детей и/или молодёжи»                      | Кошка-привидение   | Победа    |
| 2004 | Gemini Award                                                    | «Лучшая актриса второго плана»                                                      | Регенезис          | Победа    |
| 2004 | Atlantic Film Festival                                          | Канадская премия Атлантического кинофестиваля — «Выдающаяся актёрская игра актрисы» | Вилби Великолепный | Победа    |
| 2005 | Остинское кинематографическое общество                          | «Лучшая женская роль»                                                               | Леденец            | Победа    |
| 2005 | Chlotrudis Award                                                | «Лучшая женская роль»                                                               | Леденец            | Номинация |
| 2005 | Empire Awards                                                   | «Лучший женский дебют»                                                              | Леденец            | Номинация |
| 2005 | Премия онлайн-сообщества кинокритиков                           | «Лучшая женская роль»                                                               | Леденец            | Номинация |
| 2007 | Atlantic Film Festival                                          | «Лучшая женская роль»                                                               | Кусочки Трэйси     | Победа    |
| 2007 | Премия «Кружка кинокритиков Ванкувера»                          | Премия «Кружка кинокритиков Ванкувера» за лучшую женскую роль                       | Кусочки Трэйси     | Победа    |
| 2007 | Gemini Award                                                    | «Лучшая актриса первого плана»                                                      | Кусочки Трэйси     | Номинация |
| 2008 | Остинское кинематографическое общество                          | «Лучшая женская роль»                                                               | Джуно              | Победа    |
| 2008 | Награда «Ассоциации кинокритиков центрального Огайо»            | «Лучшая женская роль»                                                               | Джуно              | Победа    |
| 2008 | Награда «Ассоциации кинокритиков Чикаго»                        | «Лучшая женская роль»                                                               | Джуно              | Победа    |
| 2008 | Награда «Ассоциации кинокритиков Детройта»                      | «Лучшая женская роль»                                                               | Джуно              | Победа    |
| 2008 | Награда «Кружка кинокритиков Флорид»                            | «Лучшая женская роль»                                                               | Джуно              | Победа    |
| 2008 | Награда «Сообщества кинокритиков Хьюстона»                      | «Лучшая женская роль»                                                               | Джуно              | Победа    |
| 2008 | Независимый дух                                                 | «Лучшая женская роль первого плана»                                                 | Джуно              | Победа    |
| 2008 | Награда «Сообщества кинокритиков Лас-Вегаса»                    | «Лучшая женская роль»                                                               | Джуно              | Победа    |
| 2008 | Национальный совет кинокритиков США                             | «Прорыв года — женская роль»                                                        | Джуно              | Победа    |
| 2008 | Награда Ассоциации «St. Louis Gateway Film Critics Association» | «Лучшая женская роль»                                                               | Джуно              | Победа    |
| 2008 | Teen Choice Awards                                              | «Choice Movie: Актриса комедии»                                                     | Джуно              | Победа    |
| 2008 | Teen Choice Awards                                              | «Choice Movie: Тематическая женская роль»                                           | Джуно              | Победа    |
| 2008 | Награда «Ассоциации кинокритиков Торонто»                       | «Лучшая женская роль»                                                               | Джуно              | Победа    |
| 2008 | Общество кинокритиков Вашингтона                                | «Лучший прорыв года»                                                                | Джуно              | Победа    |
| 2008 | BAFTA                                                           | «Восходящая звезда»                                                                 | Джуно              | Номинация |
| 2008 | BAFTA                                                           | «Лучшая женская роль»                                                               | Джуно              | Номинация |
| 2008 | Оскар                                                           | «Лучшая женская роль»                                                               | Джуно              | Номинация |
| 2008 | Broadcast Film Critics Association Awards                       | «Лучшая женская роль»                                                               | Джуно              | Номинация |
| 2008 | Chlotrudis Award                                                | «Лучшая женская роль»                                                               | Джуно              | Номинация |
| 2008 | Empire Awards                                                   | «Лучшая женская роль»                                                               | Джуно              | Номинация |
| 2008 | Премия «Золотой глобус»                                         | «Лучшая женская роль — комедия или мюзикл»                                          | Джуно              | Номинация |
| 2008 | National Movie Awards                                           | «Лучшее исполнение роли — женская роль»                                             | Джуно              | Номинация |
| 2008 | Премия онлайн-сообщества кинокритиков                           | «Лучшая женская роль»                                                               | Джуно              | Номинация |
| 2008 | MTV Movie Awards                                                | «Лучший поцелуй» (вместе с Майклом Серой)                                           | Джуно              | Номинация |
| 2008 | Премия Гильдии киноактёров США                                  | «Лучшая женская роль»                                                               | Джуно              | Номинация |
| 2010 | MTV Movie Awards                                                | «Лучший испуг»                                                                      | Начало             | Победа    |
| 2010 | MTV Movie Awards                                                | «Лучший поцелуй» (вместе с Джозефом Гордон-Левиттом)                                | Начало             | Номинация |
| 2010 | MTV Movie Awards                                                | «Кинонаграда MTV за лучший WTF момент»                                              | Начало             | Номинация |
| 2010 | Награда «Ассоциации кинокритиков центрального Огайо»            | «Лучший актёрский ансамбль»                                                         | Начало             | Номинация |
| 2010 | Общество кинокритиков Феникса                                   | «Лучший актёрский ансамбль»                                                         | Начало             | Номинация |
| 2010 | Общество кинокритиков Вашингтона                                | «Лучший актёрский ансамбль»                                                         | Начало             | Номинация |
| 2010 | Кинопремия «Сатурн»                                             | «Лучшая женская роль»                                                               | Начало             | Номинация |
| 2010 | Scream Awards                                                   | «Лучшая актриса научно-фантастического фильма»                                      | Начало             | Победа    |